# Burg Engelnberg
Burg Engelnberg ist die Bezeichnung für eine vermutlich frühmittelalterliche Wallburg, deren Existenz nicht nachweislich gesichert ist.
Sie soll auf dem Gebiet des heutigen Wuppertaler Stadtteils Elberfeld gelegen sein. In einer Urkunde, die auf das Jahr 1793 datiert ist, wird ein Wall auf dem Engelnberg erwähnt, der zu einer mittelalterlichen Wallburg gehören soll. Der Heimatforscher Otto Schell stand zu ihrer Existenz und berief sich auf das Reihenwerk Die Kunstdenkmäler der Städte Barmen, Elberfeld, Remscheid, und der Kreise Lennep, Mettmann, Solingen (= Die Kunstdenkmäler in der Rheinprovinz. Bd. 3, 4), S. 19, von Paul Clemen. Er schrieb 1900 in seinem Werk Geschichte der Stadt Elberfeld:

„… Ob sich auf dem Engelnberg auch einst eine solche Wallburg befand, wie Clemen annimmt, dürfte mit Gewißheit schwer nachzuweisen sein. Einige dürftige Andeutungen [eines Steinrings] lassen allerdings diese Annahme einigermaßen gerechtfertigt erscheinen. …“

## Topologie
Der mutmaßliche Standort (Burgstall) lag nordwestlich der ehemaligen Burg Elberfeld (vorher Tafelhof Elberfeld) in der Nähe der damaligen Grenze zu der Freigrafschaft Volmarstein unter Kurköln und ab 1245 zu dem Bergischen Besitz Unterbarmen.
Die Wallburg, vielleicht sogar aufgrund der exponierten Lage eine Hügelburg, befand sich demzufolge auf dem Engelnberg, der heute als Wohnviertel Ostersbaum bekannt ist. Die Bebauung der Bergkuppe wurde aber erst recht spät vollzogen, noch 1852 wurde der Ort als „eine öde, nutzlose Fläche“ beschrieben. Karl Coutelle, der die Ortsbeschreibung abgab, bezieht sich auf den heutigen Platz der Republik, der im Jahr 1825/26 planiert und zunächst als Exerzierplatz der Landwehr genutzt wurde.
Der Name Englenberg für die Erhebung leitet sich möglicherweise von einem Hofbesitzer namens Engelbert aus der Mirke ab. Die Herkunft des Namens Ostersbaum kommt von Am Mostersbaum und erklärt sich von der Familie Johann Mostert, der um die Mitte des 16. Jahrhunderts hier ansässig war. Man vermutet hier einen Schlagbaum an der Bergischen Landwehr, der von der Familie Mostert bewacht wurde. Die Ortsbezeichnung Am Mosterts (Schlag)Baum verschliff sich im Laufe der Zeit zu Ostersbaum. Kartografisch nachweisbar ist ein Schlagbaum an der Stadtgrenze zu Barmen an der heutigen Straße Neuenteich u. a. im Barmer Stadtplan von 1863.

## Die „Engelnburg“
Das Eckhaus an der Kreuzung Platz der Republik zur Deweerthstraße im ausgefallenen Baustil eines Bügeleisenhauses mit Turm wird „Engelnburg“ genannt und steht in keiner Beziehung zur mittelalterlichen Burg. Das Wohnhaus mit Gaststätte steht unter Baudenkmalschutz und wurde 1900 errichtet.